# SS City of Chester
El SS City of Chester fue un barco de vapor construido en 1875 que se hundió tras una colisión en una densa niebla con el SS Oceanic en la Bahía de San Francisco el 22 de agosto de 1888. Era propiedad de Oregon Railroad Co. y estaba arrendado por la Compañía de buques de vapor de la costa del Pacífico.
El City of Chester fue comprado en octubre de 1876 y traído desde Nueva York por América del Sur hasta Portland, Oregón en marzo de 1877 y utilizada en el comercio costero. En el momento de la colisión, el barco estaba en servicio desde San Francisco a Eureka y otros lugares cercanos. El City of Chester salía y Oceanic llegaba desde Hong Kong. Aunque los barcos se avistaron entre sí, los hallazgos indicaron que el barco más pequeño quedó atrapado en una corriente de marea, el transatlántico lo partió casi en dos y se hundió en unos seis minutos con la pérdida de dieciséis pasajeros y tres tripulantes.
Los restos del naufragio fueron encontrados en mayo de 2013 por el Equipo 6 de Respuesta a la Navegación de la Oficina Nacional de Administración Oceánica y Atmosférica (NOAA) con un sonar de haces múltiples.

## Hundimiento

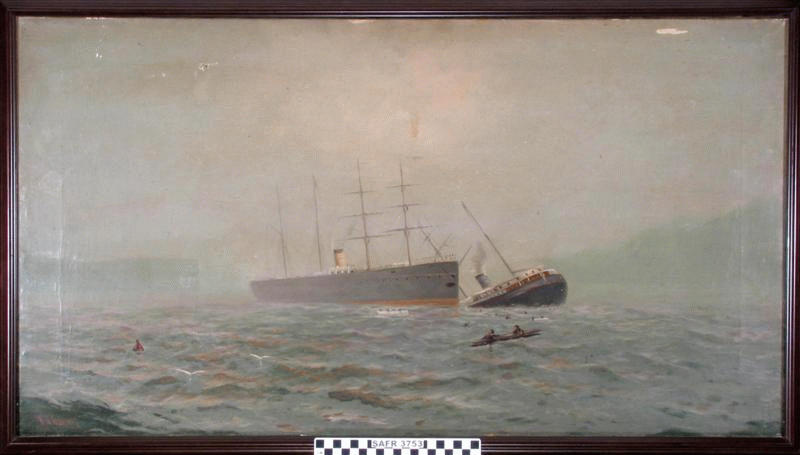
En 1888 el Oceanic golpeó y hundió al SS City of Chester.

Dirigiéndose a Eureka, con 90 pasajeros en la brumosa mañana del 22 de agosto de 1888, alrededor de las 10 de la mañana chocó contra el Oceanic, un transatlántico que llegaba de Hong Kong. Los dos barcos se vieron, pero como determinó más tarde un tribunal naval británico, City of Chester fue atrapado por la corriente de marea y arrastrada hacia el camino del barco más grande. 
Un testigo a bordo del Oceanic dijo: "Chocamos contra él con una fuerza irresistible, cortándola como si fuera un queso". Se hundió en seis minutos y, a pesar de los esfuerzos de rescate de los que estaban a bordo del Oceanic, murieron dieciséis pasajeros, incluidos dos niños, y tres miembros de la tripulación. En términos de pérdida de vidas, este es el segundo naufragio más mortífero en la historia de la Bahía de San Francisco, después del hundimiento del SS City of Rio de Janeiro en 1901.
Oceanic tenía tripulación china y sus pasajeros de tercera clase eran inmigrantes chinos; La xenofobia contra China era alta en Estados Unidos en ese momento e inicialmente se acusó a los chinos de dejar que los pasajeros del City of Chester se ahogaran. Cuando se conoció la noticia de sus esfuerzos por salvarlos, ayudó a reducir el prejuicio contra los chinos.